# コロン県 (パナマ)
コロン県（コロンけん、Provincia de Colón）は、パナマ北部の県。県都はコロン。パナマにおいてコロン県は、商業的に重要な場所であるが、サンゴ礁や熱帯雨林などの観光用の天然資源にも恵まれている。
スペイン植民地時代、パナマの商業の中心であり、取引相手はほとんどがすべてがスペインであった。スペイン人が多くの黒人奴隷を連れてきて、ここで働かせたり、中南米の他のスペイン植民地に送った。
パナマの中でも黒人の人口に占める割合が最も高い県である。

## 歴史
1840年代にカリブ海地域や西インド諸島より多くの黒人が移住し、パナマ運河やパナマ地峡鉄道の建設に従事した。

## 隣接する県
- クナ・ヤラ自治県
- パナマ県
- 西パナマ県
- コクレ県
- ベラグアス県